# Йиесуу (Торі)
Йи́есуу (ест. Jõesuu küla) — село в Естонії, у волості Торі повіту Пярнумаа.

## Населення
Чисельність населення на 31 грудня 2011 року становила 344 особи.

## Географія
Село Йиесуу розташоване на лівому березі річки Пярну (Pärnu jõgi). Через село тече притока Пярну — річка Навесті (Navesti jõgi).
Через Йиесуу проходить автошлях 252 (Каансоо — Торі). Від села починаються дороги 151 (Кипу — Тирамаа — Йиесуу) та 241 (Суурейие — Вігтра — Йиесуу). На протилежному від села березі Пярну пролягає автошлях 272 (Торі — Массу).

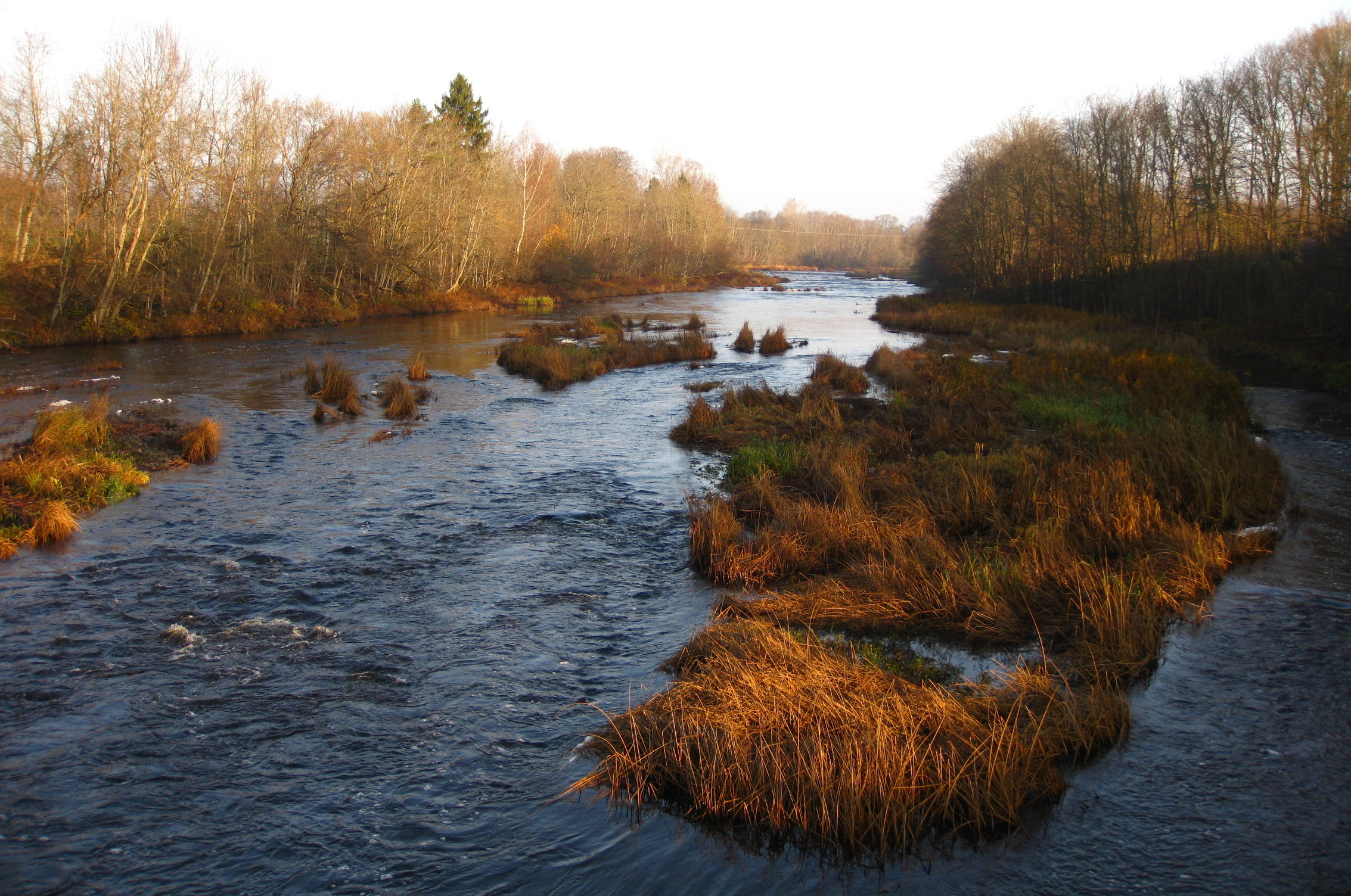
Річка Пярну поблизу села
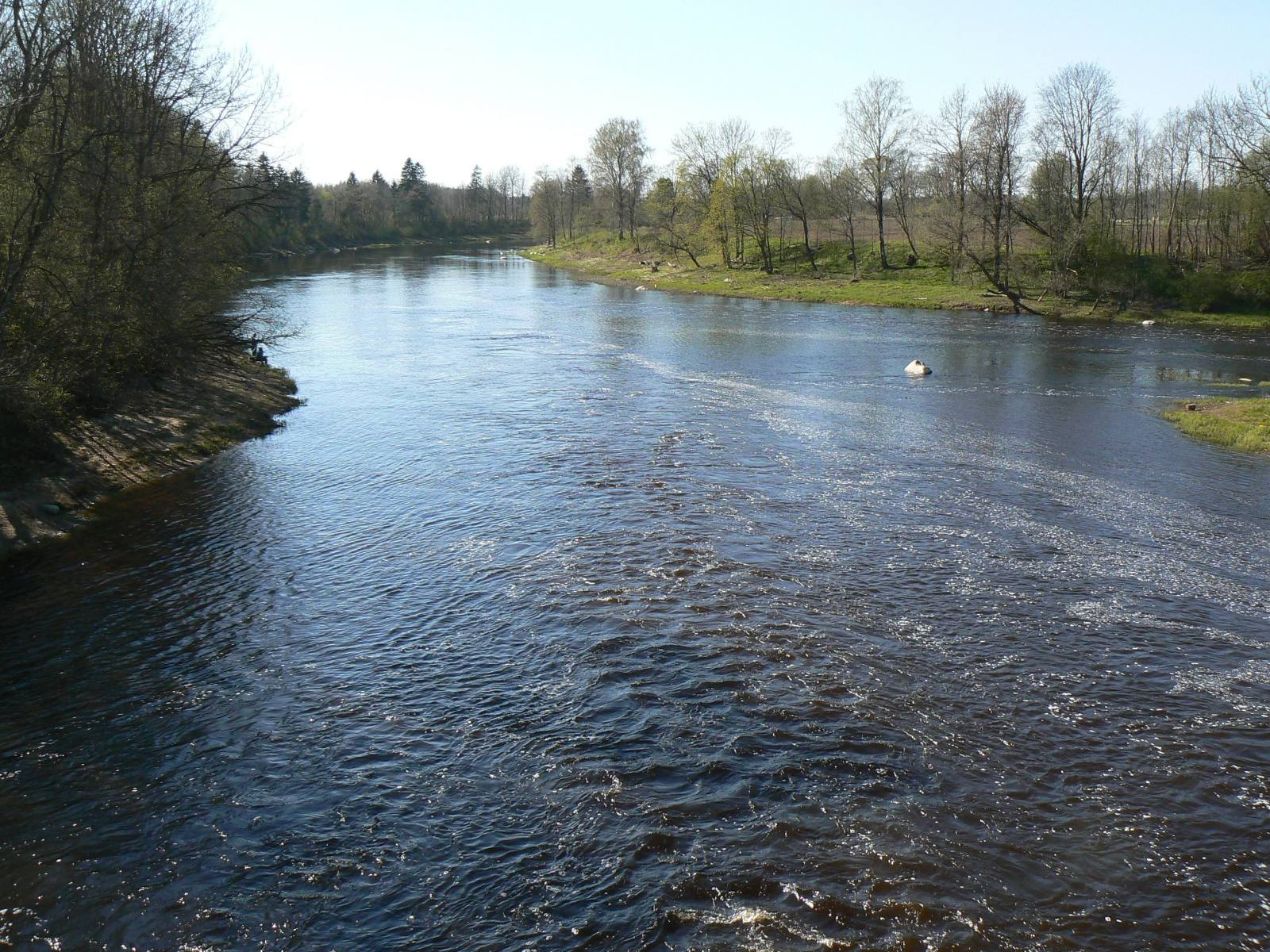
Річка Навесті